# 克维永库尔
克维永库尔（法語：Quevilloncourt，法語發音：[kəvijɔ̃kuʁ]）是法国默尔特-摩泽尔省的一个市镇，位于该省南部，属于南锡区。该市镇总面积2.92平方公里，2009年时的人口为110人。

## 人口
克维永库尔人口变化图示